# Béni Abbès
Béni Abbès (în arabă بني عباس) este o comună din provincia Béchar, Algeria.
Populația comunei este de 11.416 locuitori (2009).